# Kompleks skoczni narciarskich w Beidahu
Skocznie narciarskie w Beidahu – kompleks skoczni narciarskich w chińskiej miejscowości Beidahu (powiat Yongji, prowincja Jilin).
Obecny punkt konstrukcyjny największej ze skoczni jest usytuowany na 90. metrze, natomiast mniejszych skoczni – na 50 i na 30. Obiekty w Beidahu służą jako centrum treningów wielu chińskim kadrowiczom, jak Tian Zhandongowi. Rekordzistą największej skoczni jest Tian Zhandong, który osiągnął 90,5 metra, a najdłuższą odległość wśród kobiet uzyskała Ma Tong. Na skoczni odbyły się chińskie igrzyska zimowe w 2012 roku. 
Od 4 do 6 stycznia 2012 roku na skoczni odbywały się chińskie igrzyska zimowe. Wśród mężczyzn wygrał Tian Zhandong przed Li Yangiem i Yang Guangiem, a wśród kobiet - Ma Tong przed Li Xueyao i Liu Qi. W konkursach drużynowych wygrywały ekipy z Changchun, przed drużyną z Jilin i Tonghua.

## Skocznia K-90

### Dane skoczni
- Punkt konstrukcyjny: 90 m
- Wielkość skoczni (HS): bd
- Nachylenie progu: bd
- Wysokość progu: bd
- Nachylenie zeskoku: bd

### Rekordziści skoczni
Aktualnym rekordzistą obiektu jest Chińczyk Tian Zhandong, który 4 stycznia 2012 roku uzyskał 90,5 metra.
| Lp. | Rok       | Zawodnik      | Odległość |
| --- | --------- | ------------- | --------- |
| 1.  | 4.01.2012 | Tian Zhandong | 90,5 m    |

#### Rekord kobiet
| Lp. | Rok        | Zawodnik | Odległość |
| --- | ---------- | -------- | --------- |
| 1.  | 04.01.2012 | Ma Tong  | 79,0 m    |

## Skocznia K-50

### Dane skoczni
- Punkt konstrukcyjny: 50 m
- Wielkość skoczni (HS): bd
- Nachylenie progu: bd
- Wysokość progu: bd
- Nachylenie zeskoku: bd

## Skocznia K-30

### Dane skoczni
- Punkt konstrukcyjny: 30 m
- Wielkość skoczni (HS): bd
- Nachylenie progu: bd
- Wysokość progu: bd
- Nachylenie zeskoku: bd

## Zawody w skokach narciarskich rozegrane na skoczni w Beidahu

### Mistrzostwa Chin w skokach narciarskich
| Lp. | Data       | Skocznia | Uwagi | 1. miejsce                                    | 2. miejsce                                   | 3. miejsce                                         | Źródło |
| --- | ---------- | -------- | ----- | --------------------------------------------- | -------------------------------------------- | -------------------------------------------------- | ------ |
| 1.  | 04.01.2012 | K-90     | –     | Tian Zhandong                                 | Li Yang                                      | Yang Guang                                         | [ 1 ]  |
| 2.  | 04.01.2012 | K-90     | –     | Ma Tong                                       | Li Xueyao                                    | Liu Qi                                             | [ 2 ]  |
| 3.  | 06.01.2012 | K-90     | –     | Changchun 1. Ma Tong 2. Li Xueyao 3. Ji Cheng | Jilin 1. Liu Qi 2. Wang Meiting 3. Dong Bing | Tonghua 1. Chang Xinyue 2. Wei Wei 3. Zhang Qiuyue | [ 3 ]  |